# Fotografia (canção)
"Fotografia" é uma música da bossa nova escrita e composta em 1959 por Antônio Carlos Jobim. As letras em inglês foram publicadas em 1965 por Ray Gilbert.
"Fotografia" foi uma das primeiras composições de Tom Jobim para as quais ele escreveu a letra e também a melodia. A Universidade da Carolina do Norte em Chapel Hill Segundo o autor Ruy Castro, isso aconteceu em parte porque o parceiro de composição de Tom, Vinicius de Moraes, havia deixado o Rio de Janeiro para assumir um posto diplomático em Montevidéu, Uruguai, durante grande parte de 1958 e 1959. A mudança permitiu que Jobim trabalhasse com outros letristas, como o amigo Newton Mendonça, Dolores Duran e Aloísio de Oliveira, e tentar escrever suas próprias letras.
O crítico de jazz Gary Giddins, escrevendo no The New Yorker, referiu-se a "Fotografia" como uma composição "engenhosa" cheia de "romance sedutor", enquanto Mark Holston, da Jazziz Magazine, disse que a música era "hipnotizante" . Jurek, da AllMusic, chamou-o de "um tom de memória e saudade".
A vocalista brasileira Flora Purim, que gravou "Fotografia" em seu álbum Perpetual Emotion de 2001, discutiu o pano de fundo da música em uma entrevista na National Public Radio, dizendo: "no Brasil é muito comum, todos esses casos de amor ilegais, pessoas que são casadas mas se apaixonam por outras pessoas que são casadas. Então eles se encontravam à tarde e ficavam juntos até o pôr do sol, e então eles teriam que voltar para suas famílias. E essa música fala sobre um romance entre duas pessoas e de repente isso beijo, sabe, aquele beijo de despedida, 'tenho que ir agora.' É uma música sobre amor proibido... sobre casos amorosos no final da tarde."
"Fotografia" foi usado como título de outros álbuns relacionados a Tom Jobim, incluindo o álbum tributo a Jobim de Wanda Sá em 2014 e uma compilação de 2005 da Planet Rhythm (Universal) intitulada Fotografia: Os Anos Dourados de Tom Jobim que inclui raridades, outtakes e faixas inéditas.
A primeira gravação de "Fotografia" foi de Sylvia Telles em 1959, em seu álbum Amor De Gente Moça (Músicas De Antonio Carlos Jobim).
Jobim gravou a música como um vocal em inglês em seu álbum de 1967, A Certain Mr. Jobim.
Esta canção foi regravada por vários cantores da MPB e ficou especialmente marcada nas vozes de Gal Costa (1999, Gal Costa canta Tom Jobim), Elis Regina (1974, Elis & Tom), Nara Leão (1977, Os Meus Amigos são um Barato) e mais recentemente com Vanessa da Mata (2013, Vanessa da Mata Canta Tom Jobim). 